# Pleureur de Porto Rico
Famille
Genre
Espèce
Statut de conservation UICN

LC : Préoccupation mineure
Le Pleureur de Porto Rico (Nesospingus speculiferus) ou Tangara de Porto Rico, est une espèce de petit passereaux endémique de l’archipel de Porto Rico. C’est le seul membre du genre Nesospingus.

## Description
Il mesure en moyenne 16 cm pour un poids de 36 grammes.

## Comportement
Il forme des groupes d’environ 12 individus et vit cacher dans la végétation dense, percher sur des palmiers ou des bambous.

## Alimentation
Le pleureur de Porto Rico mange des fruits de palmiers, des fourmis et des espèces appartenant au genre Cecropedia. Il a également été prouvé qu’il pouvait consommer des araignées, des lézards et des grenouilles.

## Nidification
Il construit des nids en forme de coupes à une hauteur inférieure à 9 m dans les arbres. La saison de reproduction a lieu entre janvier et août.

### Source
- (en) Cet article est partiellement ou en totalité issu de l’article de Wikipédia en anglais intitulé « Puerto Rican Tanager » (voir la liste des auteurs).